# Puntíkáři
Puntíkaři je první díl ze série knih Pachatele dobrých skutků. Kniha je určena pro děti a mládež a vypráví příběh dvou chlapců Michala Součka a Filipa Fialy, kteří jsou kamarádi na život a na smrt. Knihu napsal český spisovatel Miloš Kratochvíl a ilustroval Milan Starý. Byla vydána v roce 2009 nakladatelstvím Mladá Fronta. Ke knize vznikla také audiokniha, kterou namluvil David Prachař.

## Děj
Knihou Puntíkáři nás provází dvojice Filip a Michal. Tito dva chlapci se seznámí již v první třídě základní školy a od té doby jsou nerozluční kamarádi a společně prožívají všemožná dobrodružství. Jejich hlavním cílem je páchat dobré skutky, ale bohužel ve většině případů jejich dobrodružství končí černým puntíkem nebo poznámkou v žákovské knížce. Jejich úplně první dobrodružství začalo tím, že si dali při hodině na nos kolíčky a soutěžili o to, kdo si ho sundá jako první. Za což dostali oba černý puntík i poznámku. Další problémy způsobili, když se snažili odnaučit jednoho spolužáka jíst, protože jim přišlo, že jí příliš. V neposlední řadě se také vydali sáňkovat do lesa, kde se další z jejich spolužáků nehezky zranil. 

## Přijetí díla

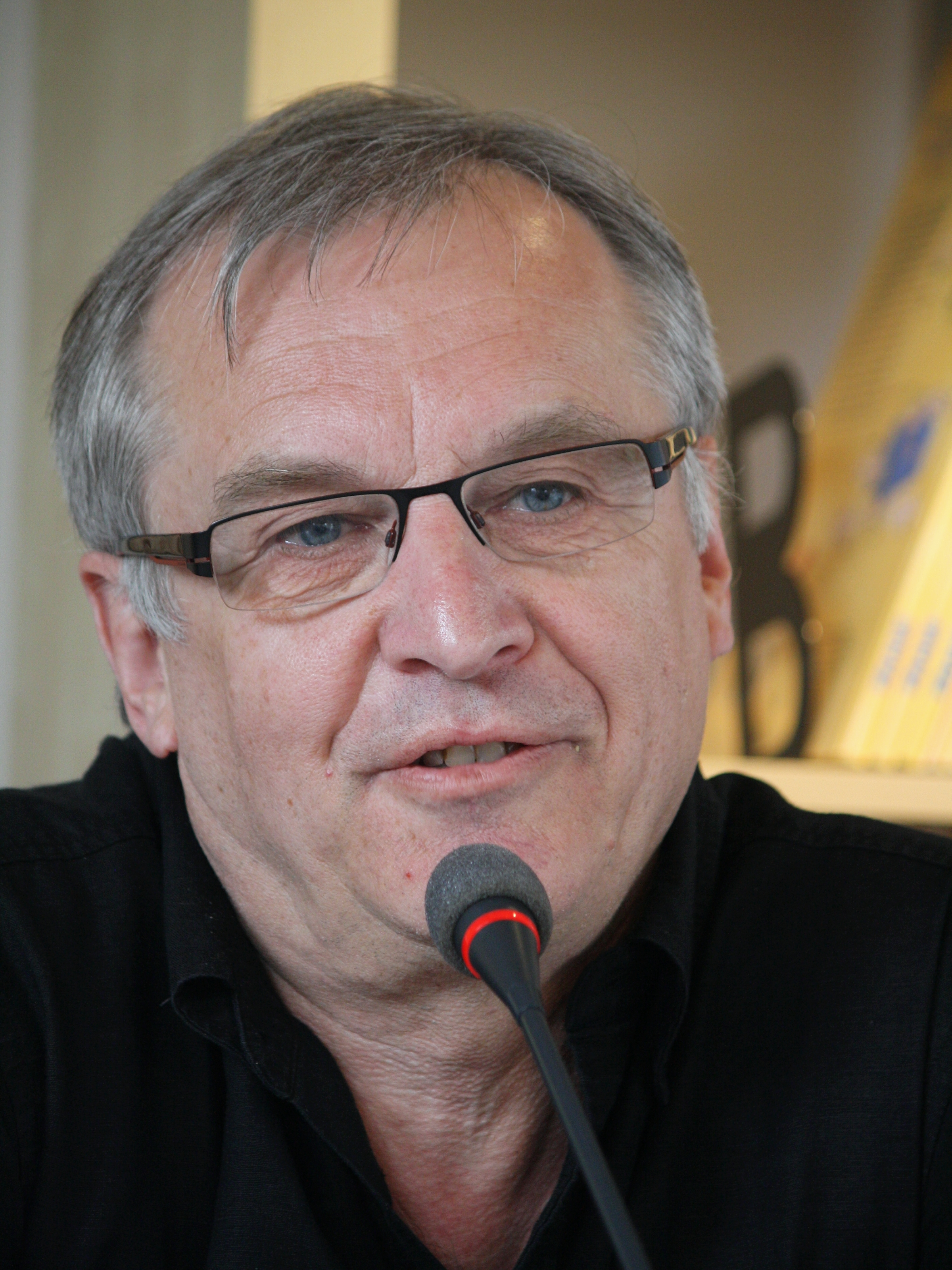
Miloš Kratochvíl

Marta Šimečková na knize oceňuje její autentičnost a humornost. V recenzi také chválí autorův jazykový projev zejména autorovu schopnost hry s jazykem například v názvu nebo u řady přezdívek, které postavy skvěle vystihují. Slovník autorů literatury pro děti a mládež popsal Kratochvílovu sérii jako volnou pentalogii humoristických próz se současnými chlapeckými hrdiny a konstatoval, že dosáhla čtenářského úspěchu.
Jan Rain vysvětlil čtenářskou oblibu skutečností, že Kratochvíl se chopil tématu příhod prepubescentních chlapců v době, kdy tento typ literatury nebyl příliš častý. Protagonisté jsou podle jeho zhodnocení někdy impulzivní a rádi se perou, ale zároveň dokáží být empatičtí, soucitní a jde jim o čest, spravedlnost a dodržování pravidel a daného slova. Knihu zařadil mezi dětské prózy s hrdinou, který je „nepochopeným outsiderem“. Protagonisté jsou současně referenčními hrdiny, se kterými se čtenáři mohou ztotožnit, a to i přesto, že chlapci chodí do třetí třídy a kniha je určena primárně až pro pátou třídu – a počítá se tedy s tím, že čtenář bude mít rozsáhlejší chápání světa než protagonisté.
V anketě SUK – nejlepší knihy pro děti za rok 2009 byla prvnímu a druhému dílů série pachatele dobrých skutků udělena Cena ministra školství, mládeže a tělovýchovy za přínos k rozvoji dětského čtenářství. Současně se série stala pátou nejčtenější z dětských knih v roce 2009. Kniha byla v roce 2016 přeložena do srbštiny (překlad Miša Minić a Nikola Mijatović) jako Nevaljalci, v roce 2017 pak do lotyštiny (překlad Halina Lapiňa) jako Punktinieki.